# 上普夫拉默恩
上普夫拉默恩是德国巴伐利亚州的一个市镇。总面积18.47平方公里，总人口2223人，其中男性1156人，女性1067人（2011年12月31日），人口密度120人/平方公里。